# Francouzská fotbalová reprezentace do 21 let
Francouzská fotbalová reprezentace do 21 let (francouzsky Équipe de France espoirs de football) je francouzská mládežnická fotbalová reprezentace složená z hráčů do 21 let, která spadá pod Francouzskou fotbalovou federaci (Fédération Française de Football – FFF). Reprezentuje Francii v kvalifikačních cyklech na Mistrovství Evropy hráčů do 21 let a v případě postupu i na těchto šampionátech. Fotbalisté musí být mladší 21. roku na začátku kvalifikace, to znamená, že na evropském šampionátu poté mohou startovat i trochu starší.
Francouzská jedenadvacítka ve své historii jednou triumfovala na Mistrovství Evropy hráčů do 21 let:
- v roce 1988 zdolala ve dvouzápasovém finále Řecko 0:0 a 3:0[2]